# Comuna Șulhanivka, Ciortkiv
Șulhanivka (în ucraineană Шульганівка) este o comună în raionul Ciortkiv, regiunea Ternopil, Ucraina, formată din satele Dolîna și Șulhanivka (reședința).

## Demografie
Componența lingvistică a comunei Șulhanivka
     Ucraineană (99,74%)
     Alte limbi (0,26%)
Conform recensământului din 2001, majoritatea populației comunei Șulhanivka era vorbitoare de ucraineană (99,74%), existând în minoritate și vorbitori de alte limbi.